# 60972 Matenko
60972 Matenko este un asteroid din centura principală de asteroizi.

## Descriere
60972 Matenko este un asteroid din centura principală de asteroizi. A fost descoperit pe 23 mai 2000 la Modra de Adrián Galád și Peter Kolény. Asteroidul prezintă o orbită caracterizată de o semiaxă mare de 2,69 ua, o excentricitate de 0,16 și o înclinație de 11,8° în raport cu ecliptica.